# 부산출입국·외국인청
부산출입국·외국인청(釜山出入國·外國人廳)은 대한민국 법무부의 소속기관이다. 2018년 5월 10일 발족하였으며, 부산광역시 중구 충장대로 22-1에 위치하고 있다. 청장은 고위공무원단 나등급에 속하는 일반직공무원으로 보한다.

## 직무
- 내·외국인의 출입국심사
- 외국인의 등록 및 지문찍기
- 출입국사범의 단속·수사·인수 및 외국인에 대한 동향조사
- 체류자격외의 활동을 하는 외국인에 대한 활동중지명령
- 외국인의 거소 및 활동범위의 제한
- 외국인의 준수사항의 결정
- 재외동포 거소신고등에 관한 사항
- 출입국관리기록의 정리와 보관
- 외국인의 보호 및 강제퇴거
- 보호외국인에 대한 분류심사 및 조사
- 보호자에 대한 접견 및 입·출소관리
- 보호자의 경비 및 보호
- 국적취득의 신청, 국적이탈·상실 신고 그 밖의 국적민원 접수 및 실태조사
- 난민인정 결정 및 난민 처우 등에 관한 사항
- 「출입국 관리법 시행령」 별표 1에 따른 외국인의 체류자격 중 거주(F-2), 영주(F-5) 등을 가진 정주외국인 및 귀화자 등의 네트워크 구축·운영 지원에 관한 사항
- 사증발급인정서의 발급 등에 관한 사항
- 기타 내·외국인의 출입국관리에 관한 사항

## 연혁
- 1949년 6월 3일: 외무부 소속으로 부산외무부출장소 설치.[2]
- 1961년 10월 2일: 법무부 소속 부산출입국관리사무소로 개편.[3]
- 2003년 8월 22일: 소속기관으로 감천출장소 설치.[4]
- 2016년 5월 10일: 소속기관으로 김해출장소 설치.[5]
- 2018년 5월 10일: 부산출입국·외국인청으로 개편.[6]

## 관할 구역
- 부산광역시[7]
- 경상남도 김해시·밀양시·양산시
- 다만, 이민특수조사대장의 분장사항에 대해서는 부산광역시·대구광역시·광주광역시·울산광역시·전라북도·전라남도·경상북도·경상남도·제주특별자치도를 관할한다.

## 조직

### 청장
- 관리과[8]
- 심사과[9]
- 조사과[9]
- 이민특수조사대[8][10]

### 소속기관
출장소
| 명칭       | 위치                      | 관할구역                   |
| ---------- | ------------------------- | -------------------------- |
| 김해출장소 | 경상남도 김해시 가락로 58 | 경상남도 김해시·밀양시     |
| 감천출장소 | 부산광역시 서구 원앙로 35 | 부산광역시 감천항·다대포항 |